# فین آدامز
فینلای ماسون آدامز  (انگلیسی: Finlay mason Adams) بازیکن فوتبال اهل انگلستان است که در پست مدافع برای باشگاه ملکشام تاون در لیگ جنوبی بازی می‌کند.